# Вуельта Каталонії
Вуельта Каталонії (кат. Volta Ciclista a Catalunya, ісп. Vuelta a Cataluña) — професійні чоловічі багатоденні шосейні велоперегони, що проходять щороку  у березні шляхами Каталонії у рамках серії змагань Світового туру UCI.

## Історія
Перші змагання Вуельта Каталонії пройшли у 1911 році. Переможцем став представник команди Іспанії, баск за національністю, Себастія Масдеу. З 1939 року велогонка проходить щорічно. У 2005 році гонка стала частиною серії змагань UCI ProTour, а з 2011 року проходить у рамках елітних змагань Світового туру UCI. 
Найбільше перемог здобув іспанець Маріано Каньярдо: 7 разів у 1930-х роках. У 2005 році Вуельту Каталонії виграв українець Ярослав Попович.

## Майки
На лідера загальної класифікації одягають білу майку з трьома зеленими горизонтальними смугами на тулубі та рукавах; переможець залікової класифікації (спринт) носить білу майку; і лідер  гірської класифікації - червону майку.
Існує також командна класифікація, класифікація серед каталонців і класифікація серед молоді (віком до 25 років).

## Переможці
| Рік     | Переможець                     | Друга позиція                 | Третя позиція            |
| ------- | ------------------------------ | ----------------------------- | ------------------------ |
| 1911    | Себастія Масдеу                | Хосе Магдалена                | Вісенте Бланко Ечеваррія |
| 1912    | Хосе Магдалена                 | Хуан Марті                    | Антоніо Креспо           |
| 1913    | Хуан Марті                     | Антоніо Креспо                | Гільєрмо Антон           |
| 1914-19 | Не проводилась                 | Не проводилась                | Не проводилась           |
| 1920    | Жозе Пеллетьє                  | Жозе Наталія                  | Хайме Ханер              |
| 1921-22 | Не проводилась                 | Не проводилась                | Не проводилась           |
| 1923    | Мауріс Віль                    | Жозе Пеллетьє                 | Жозе Нат                 |
| 1924    | Мігель Мусіо                   | Теодоро Монтейс               | Вікторіно Отеро          |
| 1925    | Мігель Мусіо                   | Хайме Ханер                   | Теодоро Монтейс          |
| 1926    | Віктор Фонтан                  | Мігель Мусіо                  | Маріано Каньярдо         |
| 1927    | Віктор Фонтан                  | Маріано Каньярдо              | Жорж Кувельє             |
| 1928    | Маріано Каньярдо               | Мігель Мусіо                  | Хуліо Боррас             |
| 1929    | Маріано Каньярдо               | Жан Іртс                      | Артуро Брешіані          |
| 1930    | Маріано Каньярдо               | Марсель Маурель               | Рікардо Монтеро          |
| 1931    | Сальвадор Кардона              | Маріано Каньярдо              | Алеардо Сімоні           |
| 1932    | Маріано Каньярдо               | Доменіко П'ємонтесі           | Ісідро Фігерас           |
| 1933    | Альфредо Бовет                 | Амброджіо Мореллі             | Антойне Дігнеф           |
| 1934    | Бернардо Рогора                | Альфонс Делур                 | Ніно Селла               |
| 1935    | Маріано Каньярдо               | Федеріко Ескерра              | Йозеф Гутс               |
| 1936    | Маріано Каньярдо               | Франс Бондюель                | Хуан Гімено              |
| 1937-38 | Не проводилась                 | Не проводилась                | Не проводилась           |
| 1939    | Маріано Каньярдо               | Дієго Чафер                   | Фермін Труеба            |
| 1940    | Крістоф Дідьє                  | Матіас Клеменс                | Маріано Каньярдо         |
| 1941    | Антоніо Андрес Санчо           | Андрес Каналс                 | Хосе Кампана             |
| 1942    | Федеріко Ескерра               | Хуліан Беррендеро             | Дієго Чафер              |
| 1943    | Хуліан Беррендеро              | Вісенте Міро                  | Антоніо Дестріокс        |
| 1944    | Мігель Касас                   | Далмасіо Лангаріка            | Вісенте Міро             |
| 1945    | Бернардо Руїс                  | Хуан Гімено                   | Роберт Ціммерманн        |
| 1946    | Хуліан Беррендеро              | Готфрід Вайленманн            | Бернардо Капо            |
| 1947    | Еміліо Родрігес Баррос         | Мігаль Гал                    | Георгс Аешліманн         |
| 1948    | Еміліо Родрігес Баррос         | Джуліано Бреші                | Еціо Кеччі               |
| 1949    | Еміль Рол                      | Мігель Поблет                 | Роберт Десбатс           |
| 1950    | Антоніо Гелаберт Арменгал      | Хосе Серра Хіл                | Франсіско Масіп          |
| 1951    | Прімо Вольпі                   | Франсіско Масіп               | Маноло Родрігес          |
| 1952    | Мігель Поблет                  | Адольфо Гроссо                | Хосе Серра Хіл           |
| 1953    | Сальвадор Ботелла              | Франсіско Масіп               | Хосе Серра Хіл           |
| 1954    | Вальтер Серена                 | Альберто Сант                 | Мігель Поблет            |
| 1955    | Хосе Гомес дель Морал          | Габрієль Компані              | Еміліо Родрігес Баррос   |
| 1956    | Анісето Утсет                  | Вісенте Ітурат                | Франсіско Масіп          |
| 1957    | Хесус Дороньо                  | Сальвадор Ботелла             | Рене Маріхіл             |
| 1958    | Річард ван Генехтен            | Габріель Мас                  | Анісето Утсет            |
| 1959    | Сальвадор Ботелла              | Фернандо Мансанеке            | Хосе Херреро Беррендеро  |
| 1960    | Мігель Поблет                  | Хосе Перес Франсес            | Еміліо Крус              |
| 1961    | Енрі Дуез                      | Хорхе Ніколау                 | Хуан Мануель Менендес    |
| 1962    | Antonio Karmany                | Manuel Martín Piñera          | Гінес Гарсія Перан       |
| 1963    | Жозеф Новалес                  | Анхеліно Солер                | Антоніо Суарес           |
| 1964    | Жозеф Каррара                  | Паскуале Фабрі                | Хосе Марія Еррандонея    |
| 1965    | Антоніо Гомес дель Морал       | Карлос Ечеверрія              | Роберто Поджіалі         |
| 1966    | Аріє ден Хартог                | Жак Анкетіль                  | Поль Гутті               |
| 1967    | Жак Анкетіль                   | Антоніо Гомес дель Морал      | Роберт Гагманн           |
| 1968    | Едді Меркс                     | Феліче Джімонді               | Джанкарло Ферретті       |
| 1969    | Маріано Діас                   | Франко Бітоссі                | Хесус Мансанеке          |
| 1970    | Франко Бітоссі                 | Франсіско Гальдос             | Бернар Лабурдет          |
| 1971    | Луїс Оканья                    | Бернар Лабурдет               | Домінго Перурена         |
| 1972    | Феліче Джімонді                | Хосе Антоніо Гонсалес Лінарес | Антоніо Мартос           |
| 1973    | Домінго Перурена               | Хесус Мансанеке               | Антоніо Мартос           |
| 1974    | Бернар Тевене                  | Андрес Оліва                  | Домінго Перурена         |
| 1975    | Фаусто Бертоліо                | Мішель Лоран                  | Жозе Мартінс             |
| 1976    | Енріке Мартінес Ередія         | Рональд де Вітте              | Агустін Тамамес          |
| 1977    | Фредді Мертенс                 | Йоган де Муйнк                | Йооп Зетемілк            |
| 1978    | Франческо Мосер                | Франсіско Галдос              | Педро Торрес Крусес      |
| 1979    | Вісенте Белда                  | Педро Вілардебо               | Крістіан Журдан          |
| 1980    | Маріно Лехаррета               | Йоган ван дер Вельде          | Вісенте Белда            |
| 1981    | Фаустіно Руперес               | Серж Демьє                    | Маріно Лехаррета         |
| 1982    | Альберто Фернандес Бланко      | Педро Муньос Мачін            | Хуліан Гороспе           |
| 1983    | Хосе Ресіо                     | Фаустіно Руперес              | Юліус Тальман            |
| 1984    | Шон Келлі                      | Педро Муньос Мачін            | Анхель Арройо            |
| 1985    | Роберт Міллар                  | Шон Келлі                     | Хуліан Гороспе           |
| 1986    | Шон Келлі                      | Альваро Піно                  | Чарль Мотте              |
| 1987    | Альваро Піно                   | Анхель Арройо                 | Іньякі Гастон            |
| 1988    | Мігель Індурайн                | Лауделіно Кубіно              | Маріно Лехаррета         |
| 1989    | Маріно Лехаррета               | Педро Дельгадо                | Альваро Піно             |
| 1990    | Лауделіно Кубіно               | Маріно Лехаррета              | Педро Дельгадо           |
| 1991    | Мігель Індурайн                | Педро Дельгадо                | Алекс Цюллє              |
| 1992    | Мігель Індурайн                | Тоні Ромінгер                 | Антоніо Мартін Веласко   |
| 1993    | Альваро Мехія                  | Мавріціо Фондрієст            | Антоніо Мартін Веласко   |
| 1994    | Клаудіо К'япуччі               | Фернандо Ескартін             | Педро Дельгадо           |
| 1995    | Лоран Жалабер                  | Мельчор Маурі                 | Хесус Монтоя             |
| 1996    | Алекс Цюллє                    | Патрік Йонкер                 | Марко Фінкато            |
| 1997    | Фернандо Ескартін              | Анхель Касеро                 | Мікель Саррабейтія       |
| 1998    | Ернан Буенаора                 | Георг Точніг                  | Фернандо Ескартін        |
| 1999    | Мануель Бельтран               | Роберто Ерас                  | Хосе Марія Хіменес       |
| 2000    | Хосе Марія Хіменес             | Оскар Севілла                 | Леонардо П'єполі         |
| 2001    | Хосеба Белокі                  | Ігор Гонсалес де Гальдеано    | Фернандо Ескартін        |
| 2002    | Роберто Ерас                   | Айтор Гармендія               | Луїс Перес               |
| 2003    | Хосе Антоніо Печарроман        | Роберто Ерас                  | Колдо Хіл                |
| 2004    | Мігель Анхель Мартін Пердігеро | Володимир Карпець             | Роберто Лайсека          |
| 2005    | Ярослав Попович                | Леонардо П'єполі              | Давід Монкутьє           |
| 2006    | Давід Каньяда                  | Сантьяго Ботеро               | Крістоф Моро             |
| 2007    | Володимир Карпець              | Майкл Роджерс                 | Денис Меньшов            |
| 2008    | Густаво Сесар Велосо           | Рігоберто Уран                | Ремі Поріоль             |
| 2009    | Алехандро Вальверде            | Даніель Мартін                | Аймар Субельдія          |
| 2010    | Хоакім Родрігес                | Хав'єр Тондо                  | Рейн Таарамяе            |
| 2011    | Мікеле Скарпоні                | Даніель Мартін                | Крістофер Горнер         |
| 2012    | Мікаель Албазіні               | Самуель Санчес                | Юрген ван ден Брок       |
| 2013    | Даніель Мартін                 | Хоакім Родрігес               | Мікеле Скарпоні          |
| 2014    | Хоакім Родрігес                | Альберто Контадор             | Тіджей ван Гардерен      |
| 2015    | Річі Порте                     | Алехандро Вальверде           | Доменіко Поццовіво       |
| 2016    | Наїро Кінтана                  | Альберто Контадор             | Даніель Мартін           |
| 2017    | Алехандро Вальверде            | Альберто Контадор             | Марк Солер               |

### Найтитулованіші переможці

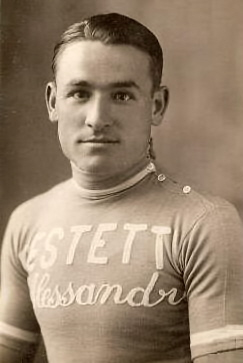
Маріано Каньярдо - семиразовий переможець гонки.

| Перемог | Гонщик                    | Роки                                     |
| ------- | ------------------------- | ---------------------------------------- |
| 7       | Маріано Каньярдо (ESP)    | 1928, 1929, 1930, 1932, 1935, 1936, 1939 |
| 3       | Мігель Індурайн (ESP)     | 1988, 1991, 1992                         |
| 2       | Мігель Мусіо (ESP)        | 1924, 1925                               |
| 2       | Віктор Фонтан (FRA)       | 1926, 1927                               |
| 2       | Еміліо Родрігес (ESP)     | 1947, 1948                               |
| 2       | Мігель Поблет (ESP)       | 1952, 1960                               |
| 2       | Сальвадор Ботелья (ESP)   | 1953, 1959                               |
| 2       | Маріно Лехаррета (ESP)    | 1980, 1989                               |
| 2       | Шон Келлі (IRL)           | 1984, 1986                               |
| 2       | Хоакім Родрігес (ESP)     | 2010, 2014                               |
| 2       | Алехандро Вальверде (ESP) | 2009, 2017                               |

### Перемоги за країнами
| К-сть перемог | Країна                                                             |
| ------------- | ------------------------------------------------------------------ |
| 60            | Іспанія                                                            |
| 11            | Франція                                                            |
| 9             | Італія                                                             |
| 3             | Бельгія, Ірландія, Колумбія                                        |
| 2             | Швейцарія                                                          |
| 1             | Австралія, Люксембург, Нідерланди, Росія, Україна, Велика Британія |